# Corynoneura longistylus
Corynoneura longistylus är en tvåvingeart som beskrevs av Jean-Jacques Kieffer 1925. Corynoneura longistylus ingår i släktet Corynoneura och familjen fjädermyggor.
Artens utbredningsområde är Frankrike. Inga underarter finns listade i Catalogue of Life.